# Tirant d'eau
Pour les articles homonymes, voir Tirant.

Le tirant d'eau est noté T sur ce schéma. DWL représente la ligne de flottaison

Le tirant d'eau est la hauteur de la partie immergée du bateau qui varie en fonction de la charge transportée. Il correspond à la distance verticale entre la flottaison et le point le plus bas de la coque, généralement la quille. Le tirant d'eau maximum d'un navire à un instant donné est nommé calaison, ainsi un navire qui cale huit mètres a un tirant d'eau maximal de huit mètres.

## Différents types

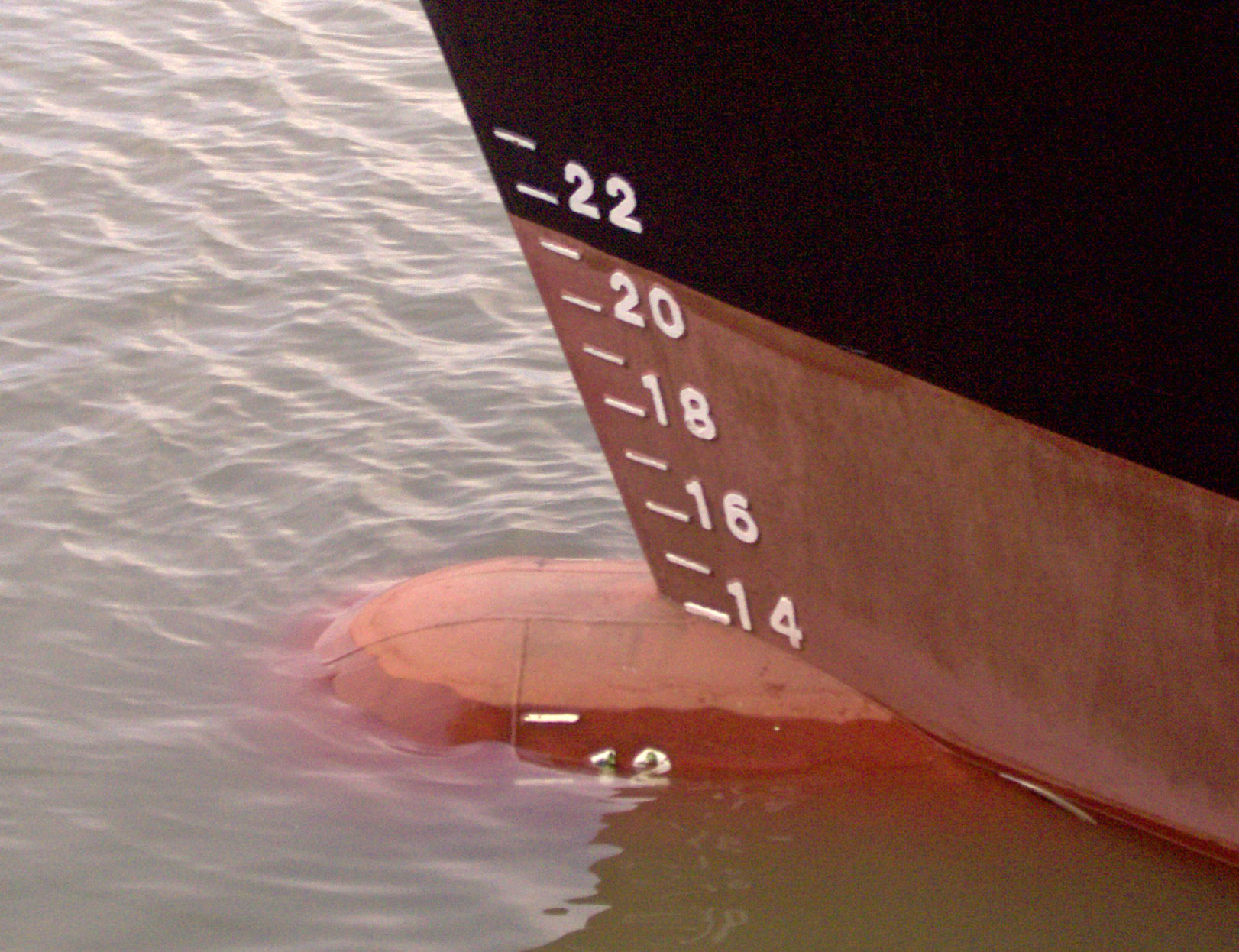
Échelle de tirant d'eau à la proue. Ici, on peut lire approximativement 1.25 m.

On précise le terme en fonction de sa charge ou de sa configuration :
Tirant d'eau en chargeLorsque le navire est chargé.
Tirant d'eau lègeLorsque le navire est vide.
Tirant d'eau avantSur l'échelle de tirant d'eau à l'avant du navire (noté {\displaystyle TE_{AV}}).
Tirant d'eau arrièreSur l'échelle de tirant d'eau à l'arrière du navire. Quand il est supérieur au tirant d'eau avant, on dit que l'assiette est positive ou que le navire est sur cul, lorsque le tirant d'eau avant est supérieur au tirant d'eau arrière, on dit que l'assiette est négative ou que le navire est sur le nez (noté {\displaystyle TE_{AR}}).
Tirant d'eau égalUn navire est à tirant d'eau égal ou sans différence lorsque son tirant d'eau est le même à l'avant et à l'arrière : assiette nulle.
Tirant d'eau moyenMoyenne des tirants d'eau avant et arrière. {\displaystyle TE_{moy}={\frac {(TE_{AV}+TE_{AR})}{2}}}
Tirant d'eau milieuQuand il est inférieur au tirant d'eau moyen, on dit que le navire a de l'arc, quand il est supérieur, du contre-arc.
Tirant d'eau gamma ({\displaystyle \gamma })Utilisé dans les calculs de stabilité du navire, le point gamma étant le centre de gravité de la surface de flottaison (noté {\displaystyle TE_{\gamma }}).

## Grands navires
Les grands navires essayent de maintenir un tirant d'eau (modéré) lorsqu'ils sont à lège (sans cargaison), afin de mieux « passer » à la mer et de moins souffrir des effets du vent (centre de poussée vélique haut). Pour ce faire, ils effectuent un ballastage (embarquement d'eau de mer dans des cuves également appelées ballasts) à la suite du déchargement d'une cargaison.
Le tirant d'eau d'un grand navire n'a que peu de lien direct avec sa stabilité, cette dernière dépend uniquement des positions respectives du métacentre de carène et du centre de gravité. Mais on peut admettre qu'un navire à lège a une assez forte stabilité qui peut lui nuire en impliquant un couple de rappel au roulis trop élevé. Un navire chargé (à fort tirant d'eau) quant à lui peut avoir une forte ou au contraire une faible stabilité en fonction de la manière dont il a été chargé (hauteur du centre de gravité).
Le tirant d'eau des navires peut augmenter lorsqu'ils sont en mouvement, phénomène appelé surenfoncement, accroupissement ou squat.
Le tirant d'eau est aussi affecté par la densité de l'eau dans laquelle le navire évolue. À charge égale, le tirant d'eau ne sera pas identique selon que le bateau navigue en eau douce, en eau de mer, en eau chaude ou froide.

## Bateaux de plaisance
Un faible tirant d'eau permet au bateau de naviguer par faible profondeur, permettant de joindre de petits ports, de naviguer en rivière ou de « beacher ».
Un fort tirant d'eau assure une bonne stabilité par vent fort, le centre de gravité pouvant être défini plus bas (lest sur quille).
Exemple : les quillards de type dragon avec un tirant d'eau de 1,20 m pour une longueur de 8,90 m.
Les multicoques (catamarans, trimarans, praos) bénéficient d'un tirant d'eau très faible, la stabilité étant assurée par leur grande largeur, le plan anti-dérive étant assuré par des dérives ou de petits ailerons.

## Sous-marins
Dans le cadre des sous-marins, la notion de profondeur de la quille est utilisée, correspondant à la distance entre la surface et le point le plus profond du sous-marin. Cette notion est utilisée en navigation pour éviter les obstacles sous-marins et les fonds océaniques, ainsi que comme point de référence pour les mesures de profondeur du sous-marin. Les sous-marins ont généralement aussi un tirant d'eau spécifié utilisé lorsqu'ils opèrent en surface, pour naviguer dans les ports et en approche des quais.